# لوريل كين
لوريل كين (بالإنجليزية: Laurel Kean)‏ هي لاعبة غولف أمريكية، ولدت في 14 يونيو 1963 في بورتلاند في الولايات المتحدة.

## وصلات خارجية
- لوريل كين على موقع رابطة لاعبات الغولف المحترفات (الإنجليزية)